# Barra do Bugres
Barra do Bugres es un municipio brasileño del estado de Mato Grosso, en la confluencia de los ríos Paraguay y Bugres. 

## Economía
Las actividades más representativa del municipio es la agricultura, también cuenta con una planta productora de biodiésel y azúcar, que además genera energía eléctrica.
- Datos: Q1805676
- Multimedia: Barra do Bugres / Q1805676

1. ↑  Worldpostalcodes.org,código postal n.º 78390-000.